# Kenneth Amoksi
Kenneth Amoksi is een Surinaams jurist en politicus. Hij was advocaat bij het Hof van Justitie en werd in 2020 benoemd tot rechter en vicevoorzitter van het Constitutioneel Hof. Enkele maanden later trad hij toe tot het kabinet-Santokhi als minister van Justitie en Politie.

## Biografie
Amoksi studeerde tussen 1995 en 2004 en werkte daarna als inspecteur bij het Korps Politie Suriname. Politiek is hij actief voor de ABOP. In 2010 was hij in beeld voor de post van minister van Justitie en Politie, maar werd toen niet geïnstalleerd naar aanleiding van bevindingen in het antecedentenonderzoek.
Hij was in 2017 aanwezig tijdens de 22e vergadering van de Legal Affairs Committee (LAC) in buurland Guyana in de hoedanigheid van jurist en waarnemend hoofd Bureau Mensenrechten. Eind 2018 werd hij beëdigd tot advocaat bij het Hof van Justitie. Eind maart 2020 werd hij vanuit de oppositie voorgedragen als kandidaat voor het nieuw-opgerichte Constitutioneel Hof en trad hij in mei toe als rechter en vicevoorzitter.
Na de verkiezingen van 2020 werd hij minister van Justitie en Politie in het kabinet-Santokhi. Hij bleef aan tot 2025.
Medio oktober 2020, tijdens de coronacrisis, was hij een van de vijf ministers die binnen enkele dagen positief testte op COVID-19.
In 2022 kwam hij in nieuws omdat twee leiders van de acties van Organic Movement vrij hoge politieambtenaren waren. Hij stelde hen op non-actief en kondigde strafrechtelijk onderzoek aan. De politiebond eiste zijn vertrek, hoewel daar in algemene politiekringen ook met verontwaardiging op gereageerd werd.
Tijdens de verkiezingen van 2025 stond hij op nummer 27 van de lijst van ABOP.